# Yu Rongguang
Yu Rongguang (chiń. 于荣光; pinyin Yú Róngguāng, ur. 30 sierpnia 1958 w Pekinie) – chiński aktor i zawodnik sztuk walki, okazjonalnie występujący pod pseudonimem Ringo Yu. Najbardziej znany jest z tytułowej roli w filmie Żelazna małpa u boku Donniego Yena, a także z udziału w takich produkcjach jak The East Is Red, My Father Is a Hero i Musa.
Znany jest także z występów w filmach u boku Jackiego Chana, z którym pojawił się w takich filmach jak m.in. Nowa policyjna opowieść, Mit, Kowboj z Szanghaju i Karate Kid.
Jest synem aktora operowego Yu Mingkuiego. Ma dwóch młodszych braci.